# Tomasz Wójcik (wicewojewoda)
Tomasz Wójcik (ur. 2 sierpnia 1974 w Szczecinku) – polski samorządowiec i nauczyciel dyplomowany, w latach 2021–2023 wicewojewoda zachodniopomorski.

## Życiorys
Absolwent studiów licencjackich na Akademii Bydgoskiej im. Kazimierza Wielkiego na kierunku filologia germańska, studiów magisterskich w Instytucie Filologii Germańskiej Uniwersytetu Szczecińskiego, kształcił się podyplomowo na kierunku organizacja i zarządzanie w oświacie Uniwersytetu Kazimierza Wielkiego w Bydgoszczy. Od 2002 do 2019 pracował jako nauczyciel języka niemieckiego w Gimnazjum Publicznym w Grzmiącej oraz Zespole Szkół w Grzmiącej. Od 2019 zatrudniony w WFOŚiGW w Szczecinie na stanowisku specjalisty ds. obsługi osób fizycznych. Od 2006 członek Prawa i Sprawiedliwości. W 2010 kandydat PiS w okręgu 4 na radnego Sejmiku Województwa Zachodniopomorskiego, otrzymał 2188 głosów. Wchodzi w skład zarządu struktur powiatowych Prawa i Sprawiedliwości w Szczecinku.
W 2014 uzyskał mandat radnego Rady Powiatu Szczecineckiego, gdzie był członkiem komisji rewizyjnej, komisji edukacji, kultury, sportu i turystyki oraz komisji zdrowia i aktywizacji zawodowej. W 2018 wybrany  w skład  Rady Miasta Szczecinek, w ramach której zasiadał w komisjach edukacji, kultury, sportu i turystyki oraz komisji problemów społecznych. Główny organizator zbiórki podpisów pod petycją w sprawie podjęcia działań mających na celu wprowadzenie w Szczecinku rządowego programu „Mieszkanie Plus” skierowanej do Burmistrza miasta Szczecinek. 10 marca 2021 został powołany w skład rady programowej Spółki Polskie Radio – regionalna Rozgłośnia w Koszalinie „Radio Koszalin” Spółka Akcyjna. 1 października tego samego roku został powołany na stanowisko wicewojewody zachodniopomorskiego. W listopadzie 2023 tymczasowo objął fotel wojewody po wyborze Zbigniewa Boguckiego do Sejmu. W grudniu 2023 zakończył pełnienie funkcji wicewojewody. 7 kwietnia 2024 roku uzyskał mandat radnego sejmiku województwa zachodniopomorskiego otrzymując w okręgu 4 4965 głosów. 
Żonaty ma troje dzieci (dwóch synów i córeczkę)